# 奈良県立二階堂高等学校
奈良県立二階堂高等学校（ならけんりつ にかいどう こうとうがっこう、英: Nara Prefectural Nikaido High School）は、奈良県天理市荒蒔町に所在する県立高等学校。

## 概要
2024年（令和6年）度より、eスポーツ部が、奈良県教育委員会より、部活動等に力を入れている学校を重点的に支援する「スポーツ・文化活動推進校」の指定を受け、それぞれの部活動に詳しい専門性の高い教員が顧問等として継続的に配置されている。

### スクール・ミッション
将来のなりたい自分を実現させるため、主体的にキャリアデザインに取り組む人材を育成する。また、地域を題材としながら、社会人基礎力を高め、社会に貢献する人材を育成する。

#### アドミッション・ポリシー
本校のスクールポリシーを理解し、その実現に向けて意欲的に学ぶ人を受け入れる。
1. 将来の夢をもち、自身の判断と責任において未来を切り拓こうとする人《自己理解》
2. 様々なことに関心をもち、主体的に学習に取り組む人《自己理解・学校理解》
3. 自らの能力を向上させるため、意欲的に課外活動（部活動・資格取得講座・進路セミナー・インターンシップ等）に取り組む人《学校理解》
4. 社会の一員として自覚ある行動をとり、地域社会に貢献したいと考えている人《社会人基礎力》[1]

#### カリキュラム・ポリシー
自分のキャリアデザインを実現させるため、社会人基礎力を身に付けさせる。主体的に知識・思考力・判断力・表現力を身に付けさせるとともに、多様な人々と協働するためにコミュニケーション能力を向上させる。また、地域社会が抱える課題の発見や解決に向けての探究活動を通して、本校での学びが卒業後にどう生かされるのかを理解させる。
1. 既存の科目にとらわれない多彩な学校設定科目を設定し、生徒一人一人の進路希望に応じて必要な科目選択ができるようにする。
2. 主体的に物事に進んで取り組むことができるようインターンシップをはじめ、数々のキャリアプログラムを提供し、学びに向かう力を育てる。
3. 自分の考えを適切に表現し、論理的思考力を身に付けるために、プレゼンテーション、ディスカッションを取り入れた対話的で深い学びを展開する。
4. 課題に対し、収集した情報を整理・分析するとともに、知識を活用して論理的に考察し、それらを総合して問題解決を図る意志と能力を身に付ける。
5. 探究活動を通して、地域社会の課題発見や解決に向けて、多様な人々と協働して取り組む力を育てる。
6. 教育活動において、自身の立場・役割を理解し、規律ある学校生活の中で、目的意識をもって行動できるよう育成する[1]。

#### グラデュエーション・ポリシー
以下の資質・能力を身に付けた生徒に卒業を認定する。
1. 社会人基礎力（前に踏み出す力・考え抜く力・チームで働く力）を身に付けている。
2. 広い視野をもって、人生100年時代に向けてのライフプランをもっている。
3. コミュニケーション能力を高め、異なる考え方や文化を尊重することができる。
4. 課題を発見し、自ら解決しようと取り組むことができる。
5. 情報を活用し、幅広い視点で物事を考え、状況に応じて柔軟に対応することができる。
6. 自己の能力・資質を社会生活で活用し、社会の持続的な発展に貢献することができる[1]。

#### 校訓
校訓は、「英知」「誠実」「剛健」である。

### 教育目標
知識・技能だけでなく、職場や地域社会で多様な人々とつながり、仕事をし、生きていくために必要な力である「社会人基礎力」を身に付けた生徒の育成を目指したキャリア教育を推進する。 

### 教育方針
「磨き合い 共に輝け 二階堂」をスローガンに、「キャリアデザイン科(総合学科)」の特色を生かし、社会の中で自らが果たす役割や生き方を見つけ、地域社会や国際社会に貢献できる人材を育成する。

## 沿革

### 略歴
1977年（昭和52年）4月、全日制普通科高等学校として開校した。2015年（平成27年）度より総合学科のキャリアデザイン科に改編され、県内初の総合学科の高等学校となった。
2016年度からは、ノーマライゼーション・インクルーシブ教育推進のため、奈良県立高等養護学校の分教室が設置され、共生教育を行っている。2年次から受け入れ、「福祉・くらし」(介護など)「流通・サービス」（パソコン操作など）の2コースの生徒が、二階堂高校生と共に学ぶ。

### 年表
- 1977年（昭和52年）
  - 2月 - 「奈良県立高等学校設置条例の一部を改正する条例」を議決。校名を「奈良県立二階堂高等学校」と決定。
  - 4月 - 奈良県立二階堂高等学校（全日制　普通科8クラス）として開校。
- 1986年10月 - 創立10周年記念式典を挙行。
- 1996年（平成8年）
  - 3月 - クラブハウス竣工（「交友館」と命名）
  - 11月- 創立20周年記念式典を挙行。
- 2000年2月 - 帰国生徒等特例措置入学者選抜学力検査実施
- 2006年11月 - 創立３０周年記念式典を挙行平成18年11月
- 2012年1月 - 平成23年度キャリア教育優良学校文部科学大臣表彰
- 2014年5月 - 社会福祉法人大和清寿会・医療法人健和会と連携協力協定締結
- 2015年4月 - 全日制キャリアデザイン科（総合学科）へ学科改編[10]。
- 2016年
  - 4月 - 奈良県立高等養護学校の分教室を本校内に設置。
  - 10月 - 創立40周年記念式典を挙行。
  - 11月 - 橿原美容専門学校との連携協力協定を締結。

## 基礎データ

### 所在地
- 奈良県天理市荒蒔町100-1

### 通学区域
- 奈良県内全域

### アクセス
- 近鉄天理線「二階堂駅」より南西へ約1.2km（徒歩約17分）

### 象徴

#### 校章
校章は、星塚古墳で発見された勾玉を三つ組み合わせ、中央に「高」の字を配したものを採用している。

## 設置する課程、学科及び定員
- 全日制課程

総合学科
- - キャリアデザイン科 - 600名（募集人員200名；特色選抜）

## 教育課程
キャリアデザイン科では、自分自身の学びを追求するために、たくさんの教科・科目の中から自分で選択して「自分だけの時間割」を作成し、人生設計を行う。授業の選択しだいでは、進学に特化したり、就職に特化した時間割を作ることができる。
キャリア教育の推進や、医療福祉現場の人材確保を目指し、奈良東病院グループ3法人（社会福祉法人大和清寿会、医療法人健和会、株式会社ライフエール）と連携協力協定を結び、入学者全員が同グループ施設へインターンシップへ行っている。
- 資格取得を奨励するとともに対策講座を開いて支援する。- 介護職員初任者研修・日本漢字能力検定・実用英語技能検定など
- 朝の10分間学習「Brush Up Time」
- 情報を整理して、計画的に行動する力を養う「まがたまノート」

### 系列
- ビジネスコミュニケーション系列 - 社会の諸問題・簿記・情報・マナーについて学ぶ。就職試験を突破する力を身につける。
- 人間文化と芸術系列 - 人文・国際・語学・歴史・芸術について学ぶ。英語や芸術を重点的に学ぶことも可能。主に文系の大学・短期大学への進学に対応している。
- 自然科学と情報系列 - 科学やICTについて学ぶ。理系や看護医療系の大学・短期大学・専門学校への進学を支援する。
- 子どもと暮らし系列 -　子ども達の為の仕事や介護について学ぶ。幼児教育・介護福祉の大学・専門学校の進学を目指す。

## 部活動

### 運動部
- サッカー部
- 野球部
- ソフトボール部
- ソフトテニス部
- バスケットボール部
- バレーボール部
- バドミントン部
- 陸上部
- 卓球部
- 柔道部
- レスリング部 - JOCジュニアオリンピックカップ出場
- なぎなた部 - 全国高校選抜なぎなた選手権大会男子個人出場

### 文化部
- 吹奏楽部
- コーラス部
- 美術部
- 茶・華道部
- 書道部
- 写真部
- 科学部
- 将棋部
- ESS
- 演劇部
- 料理研究部
- アニメーション研究部
- 放送部
- eスポーツ部

## 高校関係者と組織

### 高校関係者組織
- 奈良県立二階堂高等学校学校運営協議会 - 保護者、地域住民、校長、関係行政機関の職員の中から委嘱された委員による機関。学校運営及び当該運営への必要な支援に関して協議する。
- 勾友会（こうゆうかい） - 卒業生による同窓会組織
- 奈良県立二階堂高等学校PTA - 生徒保護者と教員による父母と教師の会（PTA）組織で、会員は入会金及び年会費を納入する。
- 奈良県高等学校PTA協議会 - 奈良県立教育研究所内に事務局を置くPTA協議会。奈良県立二階堂高等学校育友会の会員をもって会員とし、会員は単位PTA分担金として会費を納入する。